# Friedrich Müller (språkvetare)
Friedrich Müller, född den 6 mars 1834 i Jamnitz i Böhmen, död den 25 maj 1898 i Wien, var en österrikisk språkforskare och etnograf. 
Müller blev 1866 extra ordinarie och 1869 ordinarie professor i jämförande språkforskning vid Wiens universitet. Hans huvudverk är Reise der österreichischen Fregatte Novara. Linguistischer Theil, Ethnographischer Theil (1867-1868), Allgemeine Ethnographie (1873) och Grundriss der Sprachwissenschaft (1-3, 1876-1887). I det sista arbetet lämnas efter en allmän inledning överskådliga, men dock detaljerade karakteristiker av världens alla kända språk och språkfamiljer. För övrigt offentliggjorde Müller i Wienakademiens "Sitzungsberichte" ett stort antal mindre avhandlingar, de flesta rörande de iranska språken. Till grund för sin indelning av folken lade Müller håret. Efter de sålunda vunna etnografiska huvudgrupperna indelade han även språken. Müller var även medredaktör av Mittheilungen der anthropologischen Gesellschaft i Wien.